# عبد الكريم ابن جلون التويمي
عبد الكريم بن جلون التويمي، ولد سنة 1911 بمدينة فاس وتوفي في 26 ديسمبر 1977 بالرباط، هو مقاوم ومناضل سياسي مغربي دافع عن استقلال بلاده.
في عام 1955، كان أول وزير العدل للمغرب المستقل في حكومة بكاي بن مبارك الهبيل ثم مع أحمد بلافريج. وكان بعد ذلك وزيراً التربية الوطنية في حكومات عبد الله إبراهيم، محمد الخامس والحسن الثاني 1.

## مساره
- كان عبد الكريم بن جلون التويمي من الأوائل في صفوف الحركة الوطنية، القاضي الشاب عزل من طرف سلطات الحماية في عام 1930، والموقع على وثيقة المطالبة بالاستقلال سنة 1944، وسجن ونفي إلى حدود المغرب مع الجزائر في أوائل الخمسينيات.[7][8]
- وكان رئيس جمعية محامين المغرب، مؤسس الجمعية المغربية لمساندة الكفاح الفلسطيني الذي بعد وفاته ترك لفترة طويلة منصب الرئاسة شاغرا تكريما لمؤسسها.[8][9][10]